# Argumentum ad crumenam
Argumentum ad crumenam, den rikes argument på latin, är ett argumentationsfel där argumentet grundar sig på den enskildes rikedom eller avsaknad därav. Ett exempel på detta är att utgå från en premiss om att den förmögnes argument eller åsikter alltid är de rätta och omvänt att den fattiges argument eller åsikter alltid är felaktiga. Detta kan konkretiseras i en fråga som exempelvis "Om han är korkad, varför är han då rik?".
Det motsatta argumentationsfelet, den fattiges argument, kallas argumentum ad lazarum.